# Год Лошади: Созвездие скорпиона
«Год Лошади: Созвездие скорпиона» — российский кинофильм 2004 года.

## Сюжет
Цирковая дрессировщица пытается спасти от живодерни постаревшего циркового коня. В результате они ночуют в трамвайном парке, расположенном между тюрьмой и сумасшедшим домом. Сюрреалистическая кинокартина распадается на отдельные сцены, в которых импровизируют известные артисты, приглашенные в фильм.

## В ролях
| Актёр                  | Роль                               |
| ---------------------- | ---------------------------------- |
| Александр Адабашьян    | олигарх                            |
| Наталья Белохвостикова | Мария                              |
| Влад Демченко          | Лохматый                           |
| Анатолий Журавлёв      | охранник олигарха                  |
| Павел Майков           | водитель олигарха                  |
| Александр Пашутин      | сторож в депо                      |
| Ивар Калныньш          | скрипач, страдающий от одиночества |
| Нина Русланова         | Серафима Ильинична                 |
| Георгий Склянский      | майор ГИБДД                        |
| Михаил Ульянов         | Вадим                              |
| Игорь Ясулович         | бандит                             |
| конь Кирилл            | конь Сенатор                       |

## Создание
Фильм стал дебютной работой Натальи Наумовой как режиссёра, главную роль сыграла её мать актриса Наталья Белохвостикова, а продюсером фильма выступил отец — известный режиссёр и президент Национальной академии кинематографических искусств и наук России Владимир Наумов.
Сценарий к фильму написал Андрей Максимов, но идею Наталье Наумовой дал Тонино Гуэрра, рассказав эту историю на съемках фильма её отца «Белый праздник», сценаристом которого был Гуэрра, а роль исполняла Наумова.
Конь Кирилл для съемок был найден в одном из парков — изможденное животное катало детей. В дальнейшем Белохвостикова купила этого коня и взяла его под свою опеку.
Премьера фильма прошла в Центральном доме кино 5 марта 2004 года, на премьере присутствовали многие знаменитости.
Название фильма режиссёр объяснила так: замысел картины возник в 2003 году — году Лошади, и в центре событий, вокруг которых завязывается сюжет кинодрамы, — судьба лошади, а бывшая цирковая артистка Мария, героиня Белохвостиковой, родилась под созвездием Скорпиона.

Мой фильм о способности человека совершить в наше время поступок — против себя, против своей выгоды, своей воли — ради любви. Люди, которые в состоянии совершить невыгодные для себя поступки из-за любви, все равно в этой жизни приобретают…— режиссёр фильма Наталья Наумова
Фильм выдвигался на премию «Золотой овен» 2004 года.